# Liga das Escolas de Samba do Rio de Janeiro
Liga das Escolas de Samba do Rio de Janeiro (LIERJ), anteriomente Liga das Escolas de Samba do Grupo de Acesso (LESGA) foi uma liga de carnaval que organizava a Série Ouro do Carnaval Carioca.

## História
Em 15 de julho de 2008, sete presidentes de agremiações do Grupo de acesso A decidiram fundar a LESGA, com o intuito de se unir e projetar o que pensavam ser o melhor para o grupo de acesso A, no dia 7 de agosto de 2008, com a entrada de mais três agremiações, sendo fundada por 10 agremiações. a partir daí, separam-se da AESCRJ e criaram uma associação própria, a LESGA, que passou a gerenciar os desfiles, repassando os lucros para as escolas de samba do Grupo de acesso A.
Após a separação da Associação, foi definido que pelo regulamento, subiria 1 do Grupo Rio de Janeiro 1 e que desceria 1, porém a AESCRJ não concordou pois os dissidentes que fundaram a LESGA tinham aprovado que desceria duas e subia duas do Grupo RJ-1, o que gerou um racha entre a LESGA e a AESCRJ, porém isso aumentou ainda quando não desceu nenhuma escola para o RJ-1 e Cubango e Padre Miguel terminaram a apuração empatadas, o que geraria mais problemas. num acordo firmado com a RIOTUR e com a AESCRJ ficou definido que em 2010 serão 12 escolas que desfilam, sendo que duas caem para o Grupo Rio de Janeiro 1 (antigo Grupo de acesso B), e uma sendo promovida para o Grupo de acesso A, o mesmo regulamento irá servir para o carnaval 2011, a partir de 2012, volta a ser pelo regulamento antigo, mais poderá ter mudanças devido a uma proposta de dois dias com 12 ou 14 escolas.
Em 4 de abril de 2010 num movimento liderado por dez das doze escolas do Grupo B (na epóca era Grupo Rio de Janeiro 1), que dias depois com as outras duas escolas, faz com que essas escolas se filiassem a LESGA, que organizaria o grupo, se desfiliando da AESCRJ. mas três meses, esse mesmo movimento pediu o retorno do grupo para a AESCRJ, mas num encontro com representantes da RIOTUR, ficou decidido que a escolas do grupo B continuassem filiadas a LESGA. há uma possibilidade da unificação dos grupos A e B em 2014, formando assim a Série Ouro, no qual estariam 16 escolas divididas em dois dias de desfile. Neste projeto também inclui a criação da Cidade do Samba 2.
Devido a problemas na apuração de 2012 do grupo A, onde devido a quebra de contrato com a RIOTUR, por não rebaixar ninguém, a LESGA passou a ser carta fora do baralho na organização desses desfiles, passando a serem organizados pela LICAESA mas uma reviravolta fez com que ficassem mesmo com a LESGA, cujo uma assembleia no 27 de Março do mesmo ano, na qual definiu Déo Pessoa como o segundo presidente a assumir a entidade, sendo que meses depois, após uma plenária ficou decidido que passaria a ser chamar LIERJ, sendo sediada na mesma sede da anterior liga, e meses depois, após reunião secreta, aonde esteve o então presidente da LIESA (Jorge Castanheira) ficou definida a Série Ouro, que passará inicialmente a ser com 19 escolas, em dois dias de desfiles, além do sorteio da ordem de desfiles ser junto com o Especial, na Cidade do Samba.
Em uma plenária ficou decidido que o novo grupo passe a ser chamar Série A, ao invés de Série Ouro, onde desfilaram inicialmente entre 45 e 55 minutos, com quatro alegorias. para 2014, já ficou definido alguns pontos, como a ordem de desfile semelhante ao desfile do Grupo Especial de São Paulo, onde a campeã do Grupo B e a 16ª colocada em 2013, abrem os desfiles, e em seguida passam a entrar a 14ª e 15ª colocadas. além de que há a possibilidade de se ter o Desfile das Campeãs do acesso.
Numa plenária realizada em Outubro de 2013, ficou-se definido que só podem reeditar sambas, daqui há três anos e a permanência do tempo estimado de 45 e 55 minutos, além de serem abolidos os triplés na comissão de frente e o CD, passa agora a ser distribuído, pela Som Livre.
A ordem de desfile que antes eram junto com as escolas do Grupo Especial, na Cidade do Samba. passará a ser na quadra da escola campeã, além de que foi divulgado o primeiro ranking da entidade, cujo foi as colocações no ano anterior, para o seguinte.
No final de 2014 a LIERJ recebeu a proposta de afiliação das escolas dos grupos B, C e D da Associação das Escolas de Samba a  fim de conseguirem a liberação da subvenção da Riotur. Com a oficialização das filiações, a LIERJ realizou uma sessão sobre o futuro dos Grupos B,C e D em relação à ordem dos desfiles e novo regulamento dos desfiles, que continuarão a ser na Intendente Magalhães. Também ficou decidido que a LIERJ será responsável da direção artística e a Riotur se encarregaria de gerenciar o corpo julgador e a parte operacional. Depois das decisões feitas ficou decido que o novo Grupo B se chamará Série B, contando com 18 escolas que desfilarão na segunda-feira de carnaval, sendo que escola campeã subirá para a Série A e as seis últimas cairão para a Série C.
Em 2016 a LIERJ decidiu não comandar as séries B, C, D, E. tudo isso se deve ao crescimento do desfile da Série A e após seis anos a frente do comando da entidade, Déo Pessoa deixou o cargo e assimindo agora o ex-vice-presidente  Renato Thor, que também e presidente da escola de samba Paraíso do Tuiuti e entretanto devido a denúncias da não aprovação de contas, Thor deixou a presidência da entidade e seria substituído por Wallace Palhares, ex presidente da Sossego. entretanto Tê, presidente do Império da Tijuca e membro da entidade, impletou duas decisões a seu favor e evitando que se tenha um comandante sem ligação com as tais fundadoras da entidade, mas Renato Thor voltou atrás e continuou na presidência, mas entretanto nove presidentes de agremiações insatisfeitas com os rumos da entidade, se separam e resolvem fundar a LIGA RJ. Mas numa reviravolta os presidentes por unanimidade aprovaram as contas e Wallace Palhares, como seu novo presidente.
Com uma regra definida pela Prefeitura do Rio de Janeiro, em que eventos que cobrem ingressos fiquem fora de ter subvenção pública, fez com que a direção da LIERJ reverte-se a decisão de não cobrar ingressos, a fim de manter a subvenção e em 26 de maio de 2021, ficou decidido que a LIERJ não atuasse mais como liga de carnaval, estando somente responsável pelo social e cultural e assim repassando a LIGA RJ.